# Фредрік Андре Бйоркан
Фредрік Андре Бйоркан (норв. Fredrik André Bjørkan, нар. 21 серпня 1998, Буде, Норвегія) — норвезький футболіст, фланговий захисник клубу «Буде-Глімт» та національної збірної Норвегії.

## Клубна кар'єра
Фредрік Бйоркан народився у місті Буде, що на півночі Норвегії. Грати у футбол починав у школі місцевого клубу «Буде-Глімт». У 2015 році захисника почали долучати до тренувань першої команди. 13 квітня 2016 року Бйоркан вперше вийшов на поле у формі основної команди у матчі на Кубок Норвегії. А вже за кілька днів відбувся і його дебют у матчах регулярного чемпіонату Норвегії.
У грудні 2019 року Бйоркан підписав з клубом контракт до кінця 2021 року.

## Кар'єра в збірній
З 2019 по 2020 рокт Фредрік Бйоркан грав у складі молодіжної збірної Норвегії. 6 червня 2021 року у товариському матчі проти команди Греції, вийшовши на 69-й хвилині на заміну Бйоркан дебютував у національній збірній Норвегії.

## Статистика виступів

### Статистика виступів за збірну
Станом на 17 листопада 2022 року
| Дата       | Місто  | Господарі | Результат | Гості      | Турнір                               | Голи | Примітки |
| ---------- | ------ | --------- | --------- | ---------- | ------------------------------------ | ---- | -------- |
| 6-6-2021   | Малага | Норвегія  | 1 – 2     | Греція     | товариський матч                     | -    | 69'      |
| 7-9-2021   | Осло   | Норвегія  | 5 – 1     | Гібралтар  | Відбір до ЧС 2022                    | -    | 46'      |
| 25-3-2022  | Осло   | Норвегія  | 2 – 0     | Словаччина | товариський матч                     | -    | 81'      |
| 29-3-2022  | Осло   | Норвегія  | 9 – 0     | Вірменія   | товариський матч                     | -    |          |
| 9-6-2022   | Осло   | Норвегія  | 0 – 0     | Словенія   | Ліга націй УЄФА 2022-2023 - 1-й етап | -    | 73'      |
| 12-6-2022  | Осло   | Норвегія  | 3 – 2     | Швеція     | Ліга націй УЄФА 2022-2023 - 1-й етап | -    |          |
| 27-9-2022  | Осло   | Норвегія  | 0 – 2     | Сербія     | Ліга націй УЄФА 2022-2023 - 1-й етап | -    | 74'      |
| 17-11-2022 | Дублін | Ірландія  | 1 – 2     | Норвегія   | товариський матч                     | -    | 66'      |
| Усього     |        | Матчів    | 8         |            | Голів                                | 0    |          |

## Досягнення
Буде-Глімт
 Чемпіон Норвегії: 2020, 2021, 2023